# Крапивна (Стародубский район)
Крапивна — деревня в Стародубском муниципальном округе Брянской области.

## География
Находится в южной части Брянской области на расстоянии приблизительно 7 км по прямой на северо-запад от районного центра города Стародуб.

## История
Упоминалась с 1610 года, со второй половины XVII века владение стародубского магистрата, с 1751 года частично во владении Максимовичей. В XVII—XVIII веках входила в 1-ю полковую сотню Стародубского полка. В середине XX века работал колхоз «Зарница». В 1859 году здесь (деревня Стародубского уезда Черниговской губернии) было учтено 37 дворов, в 1892 — 81. До 2019 года входило в состав Мохоновского сельского поселения, с 2019 по 2021 в состав Запольскохалеевичского сельского поселения Стародубского района до их упразднения.

## Население
Численность населения: 315 человек (1859 год), 425 (1892), 54 человекf в 2002 году (русские 98 %), 42 в 2010.